# Mercè Rodoreda
Mercè Rodoreda i Gurguí (Sant Gervasi de Cassoles, 10 oktober 1908 – Girona, 13 april 1983) was een Catalaans schrijfster.
Zij wordt beschouwd als de belangrijkste naoorlogse Catalaanse schrijfster. Haar roman La plaça del Diamant (Colometa in Nederlandse vertaling) is een van de bekendste Catalaanse romans en is sinds de eerste uitgave in meer dan 30 talen vertaald. Het wordt ook beschouwd als een van de beste romans over de Spaanse Burgeroorlog.

## Biografie
Rodoreda werd geboren in Barcelona. Haar ouders waren Andreu Rodoreda, uit Terrassa en Montserrat Gurguí, uit Maresme. Op 10 oktober 1928, haar 20ste verjaardag, trouwt ze met haar 14 jaar oudere oom Joan Gurguí en in 1929 kreeg ze haar enige kind, zoon Jordi. Ze begon haar carrière als schrijfster van korte verhalen in bladen, als ontsnapping uit haar ongelukkige huwelijk. Ze schreef toen psychologische verhalen waaronder Aloma, dat de 'Crexell' prijs won, maar ondanks het succes van dit verhaal besloot ze het te herschrijven en opnieuw uit te geven, omdat ze niet tevreden was met haar werk en leven in deze periode.
Bij het uitbreken van de Spaanse burgeroorlog werkte ze voor de Catalaanse overheid, de Generalitat de Catalunya. In januari 1939 besloot ze op aanraden van haar moeder en, omdat ze in het Catalaans schreef, ook uit angst voor represailles, Catalonië (en haar man) te verlaten en in Frankrijk en later in Zwitserland te gaan wonen. In Frankrijk begint ze een relatie met de eveneens gevluchte Catalaanse schrijver Armand Obiols. In Zwitserland publiceerde ze in 1957 het boek '22 verhalen' waarmee ze de Víctor Català prijs won. Ook met El carrer de les Camèlies (In de Cameliastraat) won ze in 1966 verschillende prijzen, onder meer de Premi Sant Jordi de novel·la en in 1968 de Serra d'Or-criticiprijs voor literatuur en essay (Serra d'Or-criticiprijs voor literatuur en essay). In 1970 kwam ze terug in Romanyà de la Selva (vlak bij Santa Cristina d'Aro), Catalonië en voltooide in 1974 de roman Mirall trencat (Gebroken spiegel).
Andere titels uit 1980 zijn onder andere Viatges i flors (Reizen en bloemen) en Quanta, quanta guerra (Hoeveel oorlog), in welk jaar ze ook de Premi d'Honor de les Lletres Catalanes (Ereprijs van de Catalaanse letteren) won. Gedurende haar laatste levensjaren veranderde haar psychologische schrijfstijl naar een meer symbolische en cryptische vorm. In 1982 kreeg ze nogmaals de Serra d'Or-prijs.

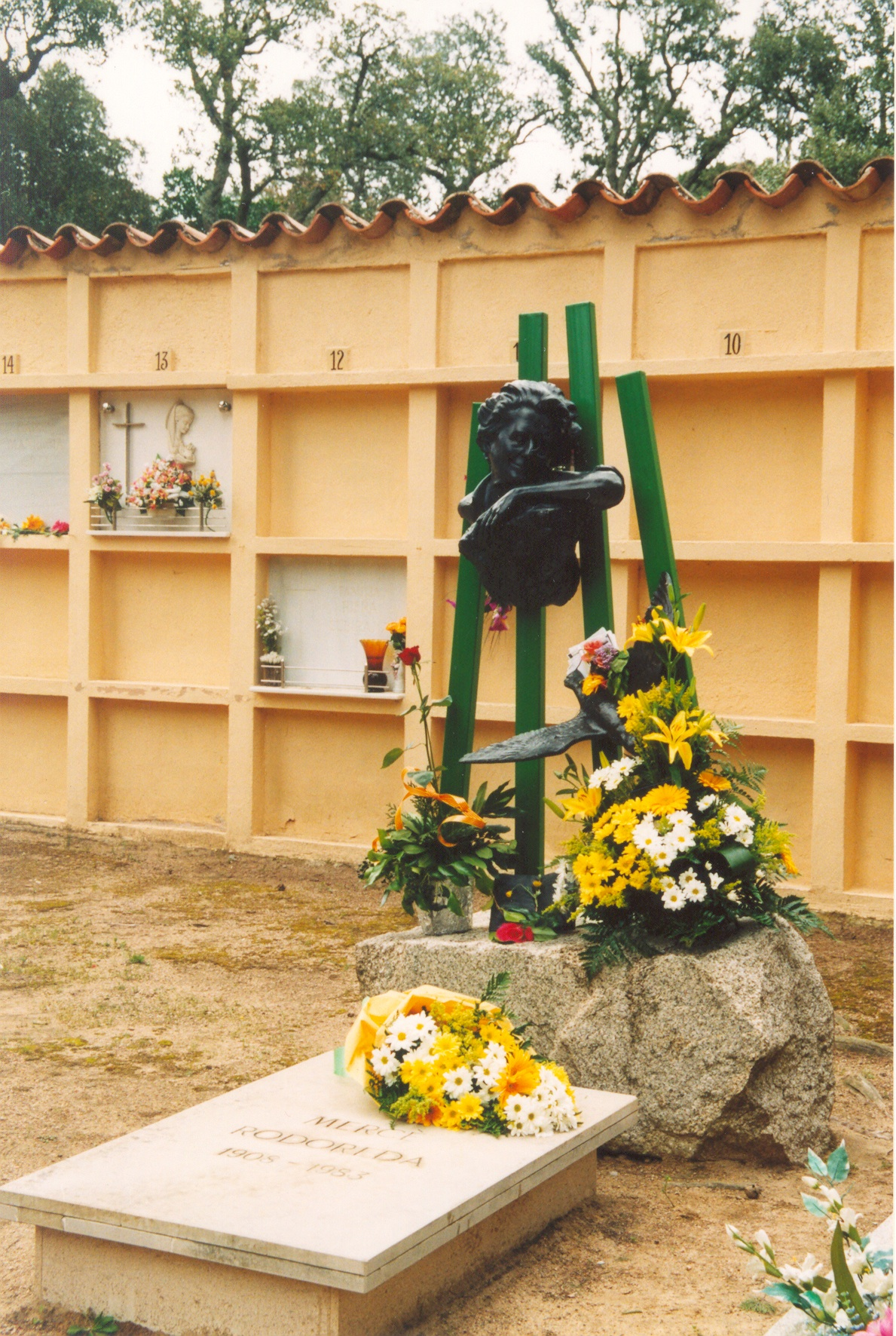
Graf van Rodoreda in Romanyà.

In 1998 werd er een literatuurprijs naar haar genoemd: de Mercè Rodoredaprijs voor korte verhalen.
Ze werd erelid van de Associació d'Escriptors en Llengua Catalana (Catalaanse Schrijversvereniging). De bibliotheek van Castell-Platja d'Aro is naar haar genoemd.
Ze overleed aan leverkanker in een kliniek in Girona en werd begraven in het kerkhofje van Romanyà.
In 2008, ter herdenking van de honderdste verjaardag van haar geboorte, regisseerde Ricard Salvat i Ferré het stuk Un dia. Mirall trencat naar de gelijknamige roman in het Teatre Borràs in Barcelona.

## Belangrijkste werk

### In het Catalaans
- Aloma ('Aloma', 1938)
- Vint-i-dos contes ('Tweeëntwintig verhalen', 1958)
- La plaça del Diamant ('Colometa', 1962, ISBN 90-234-0915-9)
- El carrer de les Camèlies ('In de Cameliastraat', 1966)
- Jardí vora el mar ('Tuin aan zee', 1967)
- Mirall trencat ('Gebroken spiegel', 1974), ISBN 978-90-290-7958-7), bekroond met de Lletra d'or in 1976
- Semblava de seda i altres contes ('Het leek op zijde en andere verhalen', 1978)
- Quanta, quanta guerra... ('Hoeveel oorlog', 1980)
- La mort i la primavera, ('De dood en het voorjaar', 1986, ISBN 978-1-934824-11-5).

### In het Nederlands[3]
- Colometa [La plaça del Diamant]. Amsterdam, De Bezige Bij, 1987. (vert. Elly de Vries-Bovée); Amsterdam, Meulenhoff, 2007. (Vert. Adri Boon); Leiden, Menken Kasander & Wigman, 2016. (vert. Elly de Vries-Bovée)
- Gebroken spiegel [Mirall trencat]. Amsterdam, De Bezige Bij, 1991. (vert. Robert Adelaar); Amsterdam, Meulenhoff, 2008. (Vert.. Elly Bovée)
- Aloma [Aloma] Amsterdam, De Bezige Bij, 1993. (Vert. Robert Adelaar)
- Mijn Cristina en andere verhalen [La meva Cristina i altres contes]. Amsterdam, De Bezige Bij, 1993. (vert. Elly de Vries-Bovée)
- Tuin aan zee [Jardi vora el mar]. Leiden, Menken Kasander & Wigman, 2015. (vert. Frans Oosterholt)
- In de Cameliastraat [El carrer de les Camèlies]. Leiden, Menken Kasander & Wigman, 2015. (vert. Frans Oosterholt)
- De dood en het voorjaar [La mort i la primavera], Leiden, Menken Kasander & Wigman, 2019. (vert. Frans Oosterholt)

- Bibsys: 90191782
- Biblioteca Nacional de España: XX942448
- Bibliothèque nationale de France: cb11994664k (data)
- Catàleg d'autoritats de noms i títols de Catalunya: 981058521518306706
- CiNii: DA02257223
- Digitale Bibliotheek voor de Nederlandse Letteren: rodo002
- Gemeinsame Normdatei: 11898019X
- International Standard Name Identifier: 0000 0001 2145 2645
- Library of Congress Control Number: n79069817
- Bibliotheek van het Japanse parlement: 00454479
- Nationale Bibliotheek van Tsjechië: kup19970000083437
- Nationale bibliotheek van Australië: 35458599
- Nationale Bibliotheek van Israël: 987007313925405171
- Nationale Bibliotheek van Polen: a0000001186417
- Nationale en Universitaire bibliotheek Zagreb: 000470270
- Nederlandse Thesaurus van Auteursnamen: 06983203X
- Istituto Centrale per il Catalogo Unico: CFIV045027
- LIBRIS: 308956
- Système universitaire de documentation: 028028643
- Trove: 960062
- Virtual International Authority File: 100258547
- WorldCat: E39PBJhmFD976R8gwV7FGmwQv3